# Roncesvalles (Spanyolország)
Roncesvalles (baszk nevén: Orreaga, franciául: Roncevaux) egy község Spanyolországban, Navarra autonóm közösségben. A községben lakóépületek nem nagy számban találhatók, de több templom és kápolna áll itt. Lakosainak száma 21 fő (2024).

## Fekvése
A kis település Spanyolország északkeleti részén, a francia határ közelében található a Pireneusok déli oldalán.
Roncesvalles Luzaide/Valcarlos, Auritz-Burguete és Orbaizeta községekkel határos.

## Története
Itt zajlott 778-ban az első roncesvallesi csata, amelyben Nagy Károly frank királynak a vesztes zaragozai ütközet után hazafelé tartó utóvédjét a baszkok megtámadták és szétverték. Itt vesztette életét Roland lovag, az utóvéd parancsnoka.
Miután 813-ban Santiago de Compostelában felfedezték Szent Jakab apostol sírját, zarándoklatok indultak meg a helyszínre: kialakult a Szent Jakab-út. Sok zarándok a Pireneusokon Roncesvallesnél kelt és kel át ma is, ezért már a 12–13. század táján felépült egy szálláshely a zarándokoknak és a Szűz Mária templom, a középkorban pedig további épületekkel bővült az együttes. A 17. századtól azonban a hely hanyatlásnak indult, és csak a 20. században indult meg a lassú újjáéledés. Manapság számos zarándok Roncesvallest választja kiindulópontul, amikor nekivág a Szent Jakab-útnak.

## Népesség
A település népessége az elmúlt években az alábbi módon változott:
| Lakosok száma | 29   | 26   | 25   | 30   | 24   | 33   | 34   | 22   | 19   | 21   |
|               | 2001 | 2004 | 2006 | 2009 | 2011 | 2014 | 2016 | 2019 | 2021 | 2024 |